# Polystepha rossica
Polystepha rossica är en tvåvingeart som beskrevs av Mamaeva 1981. Polystepha rossica ingår i släktet Polystepha och familjen gallmyggor. Inga underarter finns listade i Catalogue of Life.